# 大里町 (福岡県)
大里町（だいりまち）は、福岡県企救郡にかつて存在した町。町制施行以前は柳ヶ浦村（やなぎがうらむら）と称していた。現在の北九州市門司区の一部。

## 沿革

### 柳ヶ浦村の成立
大里町の前身である柳ヶ浦村は、1887年（明治20年）、廿町村（二十町村）、大里村、柳村、原町村（東原町村）、馬寄村、新町村（馬寄新町村）の5村が合併して成立した。企救半島の西側で、関門海峡に面する。企救郡、旧小倉藩領に属し、廃藩置県後は日田県、小倉県を経て1876年（明治9年）以降は福岡県に属していた。なお、柳ヶ浦村の成立と同時に、その北側には、楠原村を合併した門司村が成立した。
| 合併前の村名         | 明治20年当時の人口 | 現在の地域 |
| -------------------- | ------------------ | --- |
| 廿町村               | 21                 | 門司区上二十町、中二十町、下二十町、寺内1-5丁目、永黒1-2丁目 |
| 大里村               | 339                | 門司区大里本町1-3丁目、中町、大里新町、松原1-3丁目、梅ノ木町、大里東口、黄金町、大里元町、大里東1-5丁目、永黒1丁目、寺内5丁目、松崎町、不老町1-2丁目、小松町、高田1-2丁目、大里桃山町、泉ヶ丘、大里桜ヶ丘、大里原町、桃山台、青葉台、光町1-2丁目、大里など |
| 柳村                 | 91                 | 門司区柳町1-4丁目、高田1-2丁目、大里戸ノ上1-4丁目、城山町、松崎町、寺内4丁目、永黒1-2丁目、奥田1-5丁目 |
| 原町村（東原町村）   | 66                 | 門司区新原町、別院、原町別院、柳原町 |
| 馬寄村               | 82                 | 門司区東馬寄、上馬寄1-3丁目、社ノ木1-2丁目、稲積1-2丁目、緑ヶ丘、藤松1-3丁目、上藤松1-3丁目 |
| 新町村（馬寄新町村） | 69                 | 門司区西新町1-2丁目、東新町1-2丁目、下馬寄、柳原町 |

合併当初は「柳浦村」という表記であったが、古史等に「柳ヶ浦」と表記されていたことから、「柳ヶ浦村」と改称したとされる。
1889年（明治22年）、町村制が施行され、自治体としての企救郡柳ヶ浦村が発足した。当時の戸数は477戸、人口は2696人とされている。
1891年（明治24年）、九州鉄道の門司（現門司港）・高瀬（現玉名）間が開通し、柳ヶ浦村には柳ヶ浦駅（柳ヶ浦停車場）が開業した。これは、現在の門司駅に当たるが、現在の門司駅よりも400メートルほど北にあった。もっとも、1897年（明治30年）発行の陸地測量部地形図には、駅名が「大里」と表記されており、柳ヶ浦駅より大里駅の呼称の方が親しまれていたと見られる。
日清戦争後、柳ヶ浦は、遠賀郡八幡村（現八幡東区）、広島県坂村とともに、国の製鉄事業の用地候補となり、誘致活動を行ったが、選ばれず、1897年（明治30年）、八幡に官営八幡製鉄所が開業するに至った。
柳ヶ浦村の北隣では、門司町が、鉄道敷設や築港を機に内外中継貿易港として発展し、1899年（明治32年）に市制施行して門司市となった。一方、柳ヶ浦村では、1903年（明治36年）に鈴木商店の金子直吉が大里製糖所を開業し、1907年（明治40年）、これを大日本製糖に売却し、ようやく工場進出が始まろうとしていた。

### 大里町の成立
1908年（明治41年）、柳ヶ浦村に町制が施行され、大里町となった。なお、同年、柳ヶ浦駅も正式に大里駅と改称された。
当初、大里町長は無給の名誉職であったが、町政が乱れ、町制施行後10年間で町長が職務代理者を含めて6人も代わった。
1909年（明治42年）頃、門司市との合併の声も上がったが、立ち消えとなった。
1913年（大正2年）2月、初の有給の町長として柳原保太郎が就任し、町政は回復に向かった。

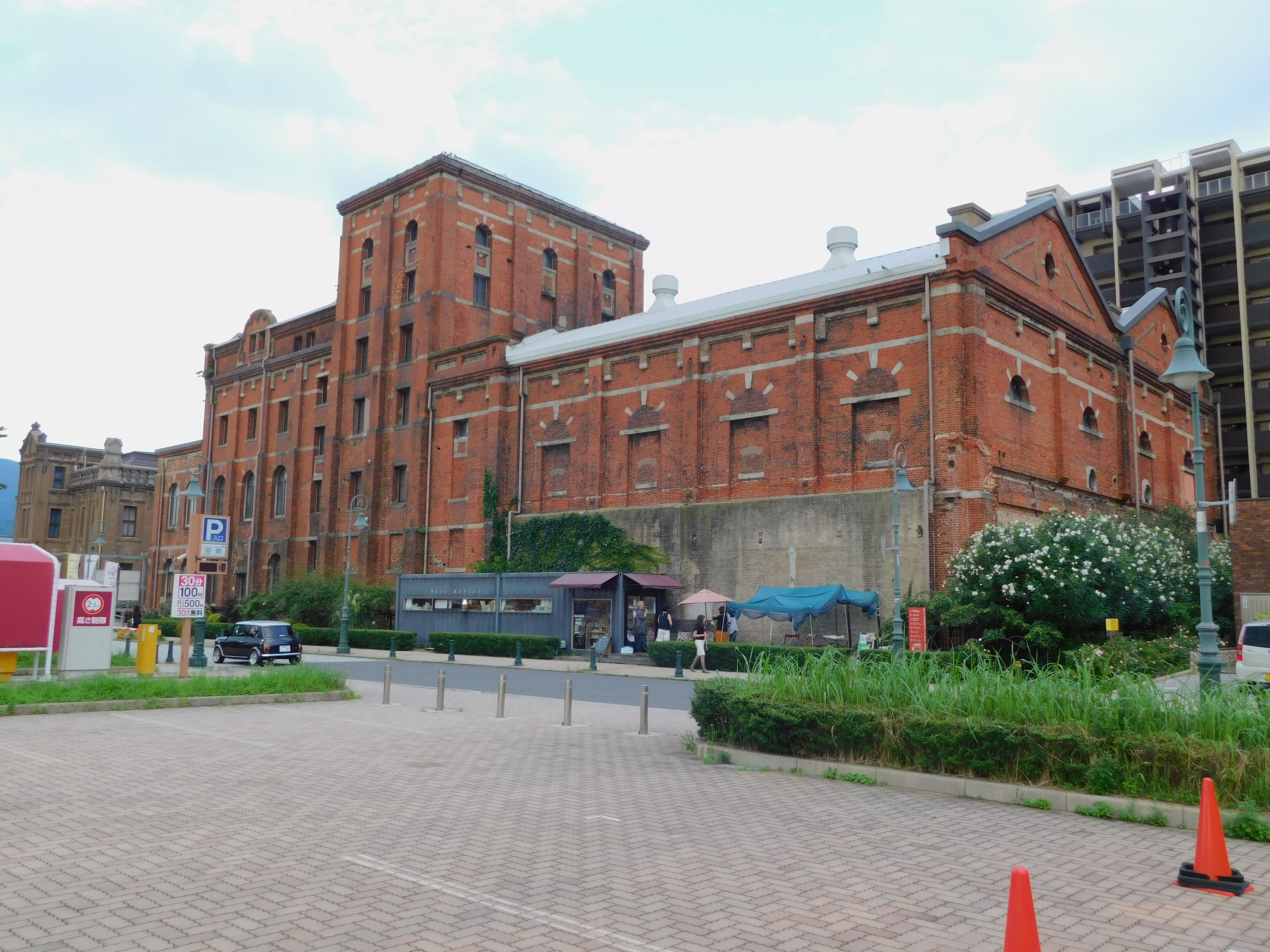
大里に開業した帝国麦酒の建物（現門司赤煉瓦プレイス）。

1910年（明治43年）には大里製粉所（後に日本製粉と合併）、1913年（大正2年）には帝国麦酒（後にサッポロビール九州工場）、1914年（大正3年）には大里酒精製造所（後に協和発酵門司工場）など、鈴木商店系の企業が次々設立された。国鉄線路の海側は、民家や寺社を除いてほとんどが鈴木商店の工場で占められ、大里は鈴木王国と言われた。一方、国鉄線路の東側は、田畑ばかりで、住宅はまばらであった。

### 門司市との合併
大里町と門司市との経済的・人的交流が進むにつれ、合併の機運が高まり、1921年（大正10年）、門司市会から10名、大里町会からも町会議員10名が合併調査員として嘱託された。1922年（大正11年）3月、大里町は合併に当たっての条件を門司市に提出し、門司市は同年4月に回答案を示した。大里町は同年5月、改めて条件を提出し、門司市側の承認を得た。同年5月18日、門司市会と大里町会で、大里町の地域全部を門司市に編入する旨の議案を可決した。内務省の承認、知事の許可告示を経て、1923年（大正12年）2月1日、大里町の門司市編入が完了した。
合併時の協定に基づき、旧大里町には門司市役所大里出張所が置かれた。